# Parafia św. Michała Archanioła w Oszmianie
Parafia św. Michała Archanioła w Oszmianie – rzymskokatolicka parafia znajdująca się w Oszmianie, w diecezji grodzieńskiej, w dekanacie oszmianskim, na Białorusi.
Parafia posiada kaplice filialne w Horodnikach, Polanach i Mostwiliszkach.

## Historia
Parafię i kościół w Oszmianie ufundował w 1387 król Polski Władysław II Jagiełło. Do XVII w. istniała również druga parafia w Starej Oszmianie prowadzona przez franciszkanów. Od początku XVI w. Oszmiana była stolicą dekanatu w diecezji wileńskiej. Od XVII w mieście istniał klasztor dominikanów. Oba klasztory skasowano w czasach carskich.
W latach 1900–1904 przebudowano kościół poszerzając go. W dwudziestoleciu międzywojennym parafia posiadała kaplice w Horodnikach, Polanach, Nowopolu, na cmentarzu parafialnym i w więzieniu. Należała wtedy do dekanatu oszmianskiego archidiecezji wileńskiej.
Po II wojnie światowej Oszmiana znalazła się w Związku Sowieckim. W nocy z 23 na 24 kwietnia 1948 aresztowano proboszcza i dziekana ks. Waleriana Holaka, który 13 maja zmarł w więzieniu i został potajemnie pochowany na miejscowym cmentarzu. Kościół zamknięto i zdewastowano.
17 września 1989 kościół zwrócono wiernym i w kolejnych latach wyremontowano. Wyremontowano również zwrócone kaplice.